# Antistia robusta
Antistia robusta es una especie de mantis de la familia Tarachodidae.

## Distribución geográfica
Se encuentra en La Provincia del Cabo, y Transvaal en (Sudáfrica).